# Kaja Grobelna
Kaja Grobelna (Radom, 4 gennaio 1995) è una pallavolista belga, opposto del Galatasaray.

## Carriera

### Club
La carriera di Kaja Grobelna inizia nel 2007 quando inizia a giocare nelle giovanili del Kapellen, per poi passare nel 2010 nel Fixit Kalmthout, sempre nelle giovanili. Nella stagione 2012-13 viene ingaggiata dall'Asteríx Kieldrecht, nella Liga A belga, dove resta per tre annate e aggiudicandosi due Supercoppe belga, due Coppe del Belgio e due campionati. Nella stagione 2015-16 si trasferisce al MTV Stoccarda, nella 1. Bundesliga tedesca, mentre nell'annata successiva si accasa al Budowlani Łódź, nella Liga Siatkówki Kobiet polacca, con cui vince una Supercoppa polacca e una Coppa di Polonia.
Per il campionato 2018-19 veste la maglia del club italiano dell'UYBA, in Serie A1, con cui conquista la Coppa CEV; resta nella stessa divisione anche per la stagione successiva, difendendo i colori del Chieri '76: nel corso di un quinquennio con la formazione piemontese si aggiudica WEVZA Cup, una Challenge Cup e una Coppa CEV, venendo come MVP in quest'ultimo torneo. Nella stagione 2024-25 è di scena in Giappone, dove prende parte alla SV.League con le Toyota Queenseis, mentre nella stagione seguente difende i colori delle turche del Galatasaray, in Sultanlar Ligi.

### Nazionale
Nel 2013 debutta con la nazionale belga e conquista la medaglia d'argento all'European League.

## Palmarès

### Club
- Campionato belga: 2

2013-14, 2014-15
- Coppa del Belgio: 1

2013-14, 2014-15
- Coppa di Polonia: 1

2017-18
- Supercoppa belga: 2

2012, 2014
- Supercoppa polacca: 1

2017
- Coppa CEV: 2

2018-19, 2023-24
- Challenge Cup: 1

2022-23
- WEVZA Cup: 1

2022

### Nazionale
- European League 2013

### Premi individuali
- 2017 - Coppa di Polonia: Miglior servizio
- 2024 - Coppa CEV: MVP